# Heinrich Hellwege

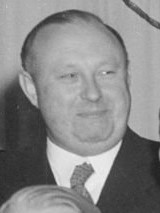
Heinrich Hellwege in 1949

Heinrich Peter Hellwege (Neuenkirchen, 18 augustus 1908 – aldaar, 4 oktober 1991) was een Duits politicus.

## Biografie
Hellwege bezocht het atheneum te Stade en volgde daarna een opleiding tot koopman. Na de voltooiing van zijn opleiding werkte hij als koopman import en export in Hamburg. In 1933 nam hij het chemisch-technische familiebedrijf over.
Hellwege was voor de Tweede Wereldoorlog lid van de conservatieve Duits-Hannoveraanse Partij (Deutsch-Hannoversche Partei) die streefde naar een zelfstandige deelstaat Hannover binnen Duitsland. Van 1931 tot 1933 was hij districtsvoorzitter van de DHP in Jork. Na de ontbinding van de DHP in 1933 was Hellwege partijloos. Tijdens de naziperiode (1933-1945) zette Hellwege zich in voor de Bekennende Kirche (Belijdende Kerk). Ook was hij lid van de Nedersaksische Vrijheidsbeweging (Niedersächsische Freiheitsbewegung). Van 1939 tot 1945 nam Hellwege als militair van de Luftwaffe deel aan de Tweede Wereldoorlog.
Hellwege was na de Tweede Wereldoorlog een van de oprichters van de Nedersaksische Landspartij (Niedersächsische Landespartei) die streefde naar de stichting van een Duitse deelstaat Nedersaksen (grotendeels bestaande uit gebieden die vroeger behoorde tot het Koninkrijk Hannover). Hellwege werd voorzitter van de NLP. Toen de stichting van de deelstaat Nedersaksen in november 1946 een feit was werd de partij omgevormd tot de Duitse Partij (Deutsche Partei), een conservatieve partij van Christelijke inslag die vooral in Nedersaksen, Hamburg en Bremen een belangrijke partij zou zijn. Hellwege werd gekozen tot bondsvoorzitter van de DP en bleef dit tot 1961.

### Bondsminister

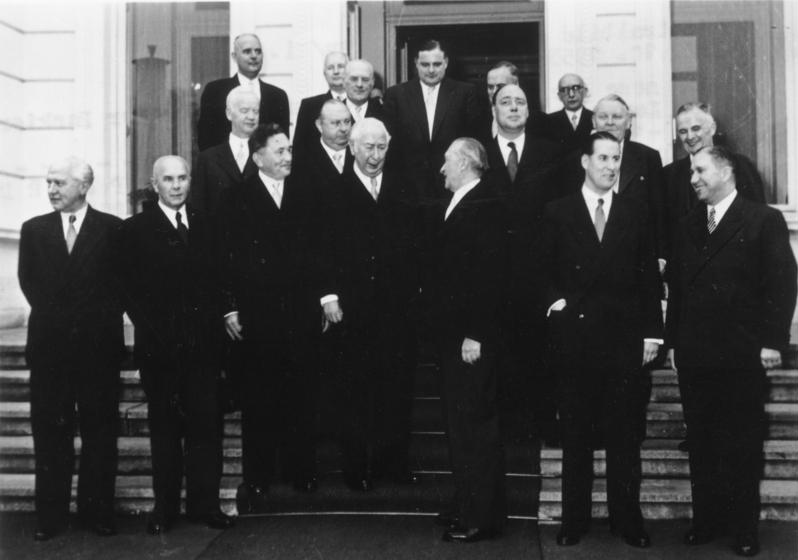
Kabinet-Adenauer II met Hellwege op de 2e rij 2e van links (1953)

In 1946 werd Hellwege lid van de Raad van Advies van de Britse bezettingszone in Duitsland, waarvan hij in 1947 vicevoorzitter werd. Bij de eerste verkiezingen voor de Landdag van Nedersaksen in 1947 werd Hellwege namens de lijstverbinding CDU/DP in de Landdag gekozen. Hij bleef tot 7 januari 1952 lid van de Nedersaksische Landdag.
Na de Bondsdagverkiezingen van 1949 kwam hij in de Bondsdag terecht en werd hij op 20 september 1949 bondsminister voor Aangelegenheden van de Bondsdag in het kabinet-Adenauer. In 1955 trad hij uit het kabinet en verliet hij de Bondsdag.

### Minister-president van Nedersaksen
Op 26 mei 1955 volgde Hellwege Hinrich Wilhelm Kopf op als minister-president van Nedersaksen. Hij stond aan het hoofd van een coalitie van DP, CDU, FDP en GB/BHE. In 1955 was hij ook enige maanden deelstaatminister van Cultuur. Op 19 november 1957 vormde Hellwege een nieuw kabinet bestaande uit de DP, de CDU en de SPD. Na de Landdagverkiezingen van 1959 trad Hellwege af als minister-president.
In oktober 1961 sloot Hellwege zich bij de CDU aan. In februari 1979 trad hij uit de CDU en richtte met geestverwanten de Liberaal-Conservatieve Actie (Liberal-Konservative Aktion) op, die - ondanks de prominente personen die zich bij deze partij hadden aangesloten - al snel in de vergetelheid raakte.
Hellwege overleed op 83-jarige leeftijd.

## Onderscheidingen
- Oldenburger Grünkohlkönig (1959) - Oldenburger Boerenkoolkoning
- Ehrenbürger Neuenkirchen - Ereburger van Neuenkirchen
- Niedersächsischen Landesmedaille - Nedersaksische Landsmedaille
- Großkreuzes des Verdienstordens der Bundesrepublik Deutschland - Grootkruis Orde van Verdienste van de Bondsrepubliek Duitsland
- Grootkruis in de Koninklijke Orde van St. George van Griekenland
- Ehrensenator der Technischen Universität Hannover - Eresenator van de Leibniz-Universiteit Hannover

## Werken
- Niedersachsens deutsche Aufgabe - Hannover, 1946 (Brochure van de Nedersaksische Landspartij)
- Andere werken[2]

## Verwijzingen
1. ↑  Een anti-nationaalsocialistische Evangelisch-Lutherse geestelijken en gelovigen die verzet tegen de invloed van de fascistische Duitse Christenen
2. ↑  Andere werken[dode link]

- Gemeinsame Normdatei: 118710192
- International Standard Name Identifier: 0000 0000 8107 7165
- Library of Congress Control Number: n84059253
- Nationale Bibliotheek van Tsjechië: xx0051841
- Nederlandse Thesaurus van Auteursnamen: 100628982
- Système universitaire de documentation: 155077759
- Virtual International Authority File: 3953149198294574940007